# 癲噹

《癲噹》第1集動畫截圖

《癲噹》（Din Dong）為香港動漫作者貓室的跨媒體創作，涵蓋具劇情動畫、漫畫、角色形象商品及聯合文化創作等範疇。

## 概要
本作於金融海嘯時投入設計工作，而作者亦表明其中一個創作理念，是盼望觀眾讀者可以在該時勢反思過份執著金錢與物質的生活，亦表現一點逆境自強精神。最初以專欄漫畫形式發佈，其後於2010年2月27日把第一部CG動畫短片放上Youtube播放，並邀得香港配音員林保全，為主角癲噹配音。後來於4月，作者獲邀請參展第三十四屆香港國際電影節之時，所有動畫短片與其他國際比賽得獎作品結合為《貓室動畫大集結》，在展場內亮相。同年2010年10月，本作再以公募作品形式參與第4屆日本東京ASIAGRAPH，並獲評審團嘉許為特別上映作品。。
除了動漫外，主角癲噹的形象亦成為帶領貓室角色走向香港大眾潮流的主軸，在以其為名的網頁及Youtube頻道展示貓室大小創作、商場展覽及品牌廣告。

## 角色
癲噹
動畫配音：林保全
本作主角，治癒系的貓咪，作者「貓室」的家貓，充滿正能量，經常說笑話和扮鬼扮馬，希望為忙亂的都市人帶來歡樂。
戴熊
動畫配音：洪文婷
香港人，於金融海嘯中失業，擁有大部分「宅男」個性，有問題就會找上癲噹幫忙，但最後都不會有完滿的好下場。
賤香
戴熊的女朋友，身材肥胖，具公主病的特徵。
阿讚貓
又名阿正，癲噹的哥哥，外表可愛，性格粗獷，可是心地善良。只要好好跟他相處，他就會展露溫柔的一面。

## 作品

### 漫畫
漫畫故事最早以漫畫專欄形式於《東Touch》連載，及後亦有於馬來西亞《Comic King》上出現，目前則於《晴報》連載。內容圍繞主角癲噹與作者之間的生活。部分作品輯印成書，透過香港三聯書店出版。
| 標題             | 出版日期      | ISBN                   | 備註 |
| ---------------- | ------------- | ---------------------- | ---- |
| 癲噹 神奇玫瑰花  | 2010年7月1日  | ISBN 978-962-04-3020-6 |      |
| 癲噹2 免費去旅行 | 2011年5月23日 | ISBN 978-962-04-3097-8 |      |

### 動畫
動畫故事改編自漫畫，每段長約1分鐘，由貓室單獨負責所有映像製作，並邀得The Pancakes設計貫通全篇之背景音樂。
| 集數 | 標題           | 發佈日期      | 備註 |
| ---- | -------------- | ------------- | ---- |
| 1    | 神奇玫瑰花     | 2010年2月27日 |      |
| 2    | 神奇擦膠       | 2010年4月4日  |      |
| 3    | 道歉法寶       | 2010年4月4日  |      |
| 4    | 自助餐免費飲品 | 2012年2月7日  |      |
| 5    | 分工合作       | 2015年1月3日  |      |

### 展覽
- 尖沙咀-香港漫畫星光大道- 癲噹被列為香港漫畫經典角色之一, 展出3米高的塑像。
- 奧海城 x 癲噹聖誕動畫廊 - 展出超過20多隻1.5米高之癲噹塑像, 及一座4米高之大型塑像。
- 香港動漫美學2011 - 展出1.5米高癲噹塑像。
- MUJI my chair展覽 - 展出作品 <癲噹love muji>。
- 東區文藝節 - 展出癲噹造型之東區藝術巴士。
- 亞洲國際博覽館、穗港澳動漫遊戲展、上海港匯廣場 - 參與「香港動漫嘉年華」活動，展出1.5米高癲噹塑像。
- 尖沙咀海港城LCX x 癲噹 GO GET ART 展覽
- 沙田新城市廣場－癲噹及戴熊之角色形象出現於「看高一點，開心一點」展覽[2]
- 馬鞍山新港城中心
- 香港國際機場探索之旅晶瑩升降機影像 -「抓」個好朋友

## 外部連結
- 官方網站 （页面存档备份，存于）
- 癲噹的Facebook專頁
- 癲噹 （页面存档备份，存于）在instagram的頁面
- YouTube上的「癲噹」影片
- 癲噹的新浪微博